# Saudrenne
La Saudrenne est un ruisseau du sud-ouest de la France et un affluent de la Boutonne, donc un sous-affluent de la Charente. Elle arrose le département de la Charente-Maritime, dans la région Nouvelle-Aquitaine.

## Géographie
- Sa longueur est de 13,7 km[1].

## Principaux affluents
- La Saudrenne n'a pas d'affluent.

## Communes et cantons traversés
- Ce ruisseau traverse les communes de : La Brousse, Villemorin, Aulnay-de-Saintonge, Paillé, Nuaillé-sur-Boutonne et Les Églises-d'Argenteuil.
- Et les cantons suivant : le canton d'Aulnay, le canton de Matha et le canton de Saint-Jean-d'Angély.